# Saint-Jean-de-Maruéjols-et-Avéjan
 Saint-Jean-de-Maruéjols-et-Avéjan  es una población y comuna francesa, situada en la región de Languedoc-Rosellón, departamento de Gard, en el distrito de Alès y cantón de Barjac.

## Demografía
| 806 | 791 | 774 | 766 | 766 | 810 |
| Para los censos de 1962 a 1999 la población legal corresponde a la población sin duplicidades (Fuente: INSEE [Consultar]) |     |     |     |     |     |